# Jerome (Illinois)
Jerome es una villa ubicada en el condado de Sangamon en el estado estadounidense de Illinois. En el Censo de 2010 tenía una población de 1656 habitantes y una densidad poblacional de 1.417,71 personas por km².

## Geografía
Jerome se encuentra ubicada en las coordenadas 39°46′4″N 89°40′42″O / 39.76778, -89.67833. Según la Oficina del Censo de los Estados Unidos, Jerome tiene una superficie total de 1.17 km², de la cual 1.17 km² corresponden a tierra firme y (0%) 0 km² es agua.

## Demografía
Según el censo de 2010, había 1656 personas residiendo en Jerome. La densidad de población era de 1.417,71 hab./km². De los 1656 habitantes, Jerome estaba compuesto por el 90.28% blancos, el 3.99% eran afroamericanos, el 0.42% eran amerindios, el 2.48% eran asiáticos, el 0% eran isleños del Pacífico, el 0.85% eran de otras razas y el 1.99% pertenecían a dos o más razas. Del total de la población el 2.05% eran hispanos o latinos de cualquier raza.